# Abrochia munda
Abrochia munda är en fjärilsart som beskrevs av Walker 1856. Abrochia munda ingår i släktet Abrochia och familjen björnspinnare. Inga underarter finns listade i Catalogue of Life.